# 馆陶闫宁事件
闫宁事件指2011年8月，因29岁的闫宁出任河北省馆陶县委副书记、代县长一事引发的广泛争议与质疑。根据专家分析，闫宁实质违规的官场捷径，其晋升途径和程序不可思议，绝非破格提拔年轻干部可以解释，该事件凸显现行中国内地公务人员和党政官员职位晋升缺少有效的制约，由此衍生出“官僚世袭化”、“官员家族化”等诟病。

## 诱因
2011年8月19日，有网友爆料，前永年县一个乡镇的党委书记，2011年8月提名馆陶县县长。《法制周末》记者刘立民就跟进报道，馆陶县政府工作人员将所谓县长简历列入机密，自此事件推到风口浪尖。有邯郸市民9月21日下午登陆馆陶县政府网站了解闫宁情况，不能浏览闫宁简历；21日晚，中新网记者登陆馆陶县政府网站，点击可以浏览闫宁简历，中新社记者9月21日发稿前，无论是馆陶县还是邯郸市官方，均未对此事作出回应。中新网9月21日报道，河北29岁县长3年4次升迁。随即，馆陶县委县政府很快公布闫宁简历，结果引起更大猜疑和非议，人民网、中新网、光明网、凤凰网等主流媒体跟踪报道，各大媒体竞相转载，事态愈演愈烈。

## 背景与工作经历
父系背景，父亲闫宪良，曾任永年县供电局局长；根据简历介绍，闫宁自2002年6月到2011年8月，共计7年时间，从乡科级副职到县处级正职，9次换岗4次晋职，跨越3县，对于年大学毕业数百万人的中国内地来说，一个仅有高中毕业学识，科级职位跨3县流动和7年4次晋升职位绝非一般人可以做到，有强大家族关系做背景。况且，7年4升职，对于一个没有学识和业绩的人员，无任何破格升迁的条件，肯定违反公务员法有关规定。